# أنتوني ريوس
أنتوني ريوس ‏ (17 يوليو 1950 في مقاطعة هاتو مايور - 4 مارس 2019 ) مغني، وملحن، وممثل، ومذيع من جمهورية الدومينيكان.